# Vanguard 1
El Vanguard 1 es el cuarto satélite puesto en órbita en la historia, el segundo por parte de Estados Unidos, y el satélite más antiguo que en la actualidad permanece en órbita ya que sus predecesores (Sputnik 1, Sputnik 2 y Explorer 1) se destruyeron al reingresar en la atmósfera poco tiempo después de su lanzamiento. La última comunicación del Vanguard 1 se recibió en 1964.
Fue diseñado para estudiar la viabilidad de una lanzadera espacial de tres fases, como parte del Proyecto Vanguard, y para realizar diversos experimentos científicos. Entre ellos cabe destacar el hecho de que el Vanguard 1 fue el primer artilugio que hiciera uso de la energía solar en el espacio.

## Precedentes
El Proyecto Vanguard, como indica su propio nombre, pretendía representar la «vanguardia» en la exploración espacial por parte de los Estados Unidos; a pesar de ello, las expectativas no se cumplieron tras un par de fracasos debido a problemas con la lanzadera espacial. El predecesor del Vanguard 1, el Vanguard TV3, fue el primer intento de lanzamiento de un satélite al espacio por parte de los norteamericanos. Era un satélite muy similar al Vanguard 1, pero una explosión en el cohete imposibilitó su puesta en órbita el 6 de diciembre de 1957 (2 meses después del lanzamiento del Sputnik 1). Este fracaso fue un revés para la credibilidad a la industria aeronáutica estadounidense, debido a la expectación que había despertado el lanzamiento y a los éxitos cosechados previamente por los soviéticos. El Proyecto Vanguard fue promovido por tres organizaciones: el Ejército de los Estados Unidos, que controló las estaciones terrestres de rastreo, la Fuerza Aérea de los Estados Unidos, que facilitó el escenario para el lanzamiento del satélite, y el Naval Research Laboratory (NRL), responsable del diseño, desarrollo y verificación tanto del satélite como de la lanzadera espacial. El satélite Vanguard 1 fue la culminación de los esfuerzos del primer programa oficial para el lanzamiento de un satélite espacial, que comenzó en septiembre de 1955. Debido a los fracasos iniciales del programa, tan solo consiguió ser el segundo satélite americano (después del Explorer 1) y el cuarto de la carrera espacial. La aeronave fue una de las formas en las que Estados Unidos participó del Año Geofísico Internacional (AGI), que tuviera lugar entre julio de 1957 y diciembre de 1958.

## Aspectos técnicos

### Implementación
La aeronave es una esfera de aluminio con un peso de 1,47 kg y un diámetro de 16,5 cm. De la esfera salen seis finas antenas de 30 cm de longitud. El satélite contiene dos transmisores: uno de 10 mW de potencia que trabaja a una frecuencia de 108 MHz, banda utilizada por los satélites científicos en el AGI, y que se alimenta mediante unas baterías de mercurio; y otro de 5 mW que emite a una frecuencia de 108,03 MHz, lo que permitía el rastreo del satélite vía radio, y que se alimenta mediante 6 células solares fabricadas por Laboratorios Bell. Debido a su reducido espacio, no fue posible contar con una superficie más amplia para los paneles solares. El satélite también se equipó con un contador Geiger (para la lectura de radioactividad), un detector de micrometeoritos y un magnetómetro (para la lectura de señales magnéticas). Los transmisores se usaron principalmente para enviar los datos técnicos registrados, pero también para determinar el contenido total de electrones entre el satélite y diversas estaciones terrestres. También se instalaron dos termistores para medir la temperatura interior de la aeronave durante dieciséis días y así poder determinar la eficacia del sistema de aislamiento térmico con la que el satélite estaba dotado. En el Kansas Cosmosphere and Space Center, situado en Hutchinson (Kansas), se expone una réplica del Vanguard 1.
Su reducido tamaño en comparación con el Sputnik 1 (de 83,6 kg de peso) fue objeto de burla por parte del dirigente soviético Nikita Jrushchov, denominándolo  «el satélite pomelo», aunque el chiste no tuvo mucho éxito dado que los soviéticos de la época, sometidos a toda clase de privaciones, no conocían esta fruta.

### Datos transmitidos
La única telemetría que se transmitió fue la temperatura interior del satélite. La diferencia de frecuencia entre las dos señales variaba en función de esa temperatura. Durante los primeros días en órbita la frecuencia variaba ligeramente en el momento en que el satélite se exponía u ocultaba respecto al Sol. Esta diferencia de frecuencia era abrupta cuando el único emisor en funcionamiento era el basado en las células solares, llegando a perderse la señal en el momento en que el satélite dejaba de estar expuesto al Sol.
Los científicos del NRL también incluyeron en el aparato un sistema de rastreo mundial, denominado Minitrack, que sentó las bases para el desarrollo posterior de un sistema de vigilancia que detectase los satélites espías que orbitaran sobre territorio norteamericano.

## Lanzamiento y órbita

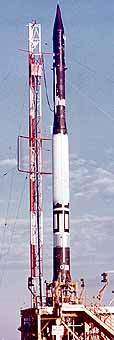
Cohete Vanguard empleado para poner el Vanguard 1 en órbita.

Después de suspender el lanzamiento para permitir el paso del Explorer 1 sobre Florida, el cohete de lanzamiento de tres fases colocó al Vanguard 1 en órbita el 17 de marzo de 1958 desde Cabo Cañaveral. La órbita elíptica tuvo una inclinación de 34,25° y una distancia de 654 a 3969 km, y completaba su recorrido alrededor de la Tierra en 134,2 minutos. Originalmente se estimó que la aeronave podría orbitar hasta 2000 años, pero se descubrió que la presión de radiación solar y el deterioro orbital en fases de alta actividad solar ocasionan perturbaciones importantes en la altura del apogeo del satélite, lo que provocó el descenso en la esperanza de vida del satélite hasta los 240 años.
El Vanguard 1 llegó a las 200 000 vueltas en torno a la Tierra aproximadamente en marzo de 2009 (tras alcanzar 196 000 el 16 de marzo de 2008), el equivalente a 10 000 millones de kilómetros. Solamente las sondas Pioneer y Voyager han recorrido un trayecto mayor, con la diferencia de que estos dos dispositivos se están alejando gradualmente del Sistema Solar.
La órbita del satélite se está alterando de forma mínima pero constante. En 1973 el apogeo de la órbita era de 3928 km sobre la superficie de la Tierra y el perigeo de 654 km, mientras que el período orbital fue de 133,8 minutos. En el año 2000 el apogeo descendió a 3839 km y el perigeo a 652 km, reduciéndose el período orbital a 132,8 minutos.

## Objetivos de la misión
El Vanguard 1 cumplió íntegramente con todos los objetivos científicos para los que fue concebido:
- Fue el primer ingenio artificial en el espacio alimentado con energía solar.
- Su órbita estable aportó valiosos datos sobre la geometría de la Tierra: 
  - Revelando que la Tierra no es un elipsoide perfecto, sino que tiene una forma compleja (de "pera") denominada geoide.[13]
  - Permitiendo a los cartógrafos crear mapas más exactos sobre las islas en el Océano Pacífico.
- Sus instrumentos permitieron conocer la densidad del aire, los rangos de temperaturas y la densidad de micrometeoritos en el espacio y en las capas altas de la atmósfera.

El Vanguard 1 introdujo buena parte de la tecnología que luego fue aplicada a otros programas de satélites de Estados Unidos, especialmente el uso de la energía solar como fuente energética en el espacio.

## Resultados de la misión
El satélite sirvió como fuente de información no solo gracias a los datos que transmitió a la Tierra, sino también debido a la órbita que ha seguido desde que fuera lanzado al espacio.

### Resultados a partir de los datos transmitidos
Los datos resultantes de las transmisiones del satélite mostraron que la Tierra no es una esféra perfecta, sino que tiene una asimetría entre los dos polos, que recuerda levemente a la de una pera con el tallo en el Polo Norte. También se hizo uso de estas señales por radio para determinar el contenido total de electrones entre el satélite y las estaciones receptoras terrestres. El transmisor alimentado por baterías transmitió la temperatura interior del satélite, registrada por los termistores, durante aproximadamente dieciséis días y envió señales de rastreo durante veinte. Por su parte, el transmisor alimentado por células solares estuvo operativo durante más de seis años. Las señales se fueron debilitando progresivamente hasta recibirse por última vez en Quito (Ecuador) en mayo de 1964. Desde entonces, la aeronave se viene rastreando ópticamente desde la Tierra por parte de autoridades norteamericanas.

### Resultados a partir de la órbita seguida por el satélite
Debido a su forma simétrica, los científicos usaron el Vanguard 1 para determinar las densidades atmosféricas de las capas altas de la atmósfera (ionosfera y exosfera) en función de la altitud, latitud, estación del año y actividad solar. El satélite se desvía de su órbita programada, acumulando un retraso cada vez mayor debido a la resistencia de la atmósfera residual. Midiendo la frecuencia de la órbita junto con las propiedades aerodinámicas del satélite, se pudieron calcular los parámetros atmosféricos relevantes. Se determinó que las presiones atmosféricas, y con ello la resistencia y pérdida de órbita, eran mayores de lo pensado inicialmente dado que el desvanecimiento gradual de las capas altas de la atmósfera en el espacio era menor de lo estimado.
El rastreo desde la Tierra también ha permitido recopilar datos sobre los efectos que el Sol y la Luna tienen en la órbita de un satélite alrededor de la Tierra. Gracias al hecho de que los tres satélites del programa Vanguard siguen en órbita con sus propiedades aerodinámicas esencialmente invariables, durante los últimos cincuenta años estos han proporcionado un registro de datos de gran utilidad.
En la sección de enlaces externos Audio pueden oírse grabaciones realizadas por un receptor National NC-300 Amateur Band precedido por un conversor VHF. Las grabaciones se hicieron con un receptor BFO para hacerlas audibles.

## 50.º aniversario
El Vanguard 1 es el artefacto más viejo en el espacio tras haber cumplido 65 años en órbita alrededor de la Tierra el 17 de marzo de 2023. En 2008 el Naval Research Laboratory conmemoró el 50 aniversario con un encuentro el mismo día del aniversario. Dicho encuentro culminó con una simulación de la trayectoria del satélite cuando pasó por el área de la órbita visible desde Washington D. C.
Hay proyectos de capital privado con intención de recuperar el Vanguard 1 y traerlo de vuelta a la Tierra por diferentes motivos: su valor histórico, que lo convierte en una pieza codiciada, la demostración de capacidad de la industria aeronáutica en órbita que supondría cumplir con esta misión, y la valiosa fuente de información sobre las consecuencias a largo plazo de la presencia de un satélite en el espacio. Cabe destacar que como precedente, en 1984 el transbordador espacial Discovery recuperó dos satélites de comunicaciones averiados. Dado que el Vanguard 1, legalmente, no es basura espacial, sino que sigue siendo propiedad del Gobierno de los Estados Unidos, un rescate de la aeronave tendría que acordarse previamente con el gobierno norteamericano.

### En español
- Lanzamientos orbitales
- Hace 50 Años (7): Vanguard-1 (enlace roto disponible en Internet Archive; véase el historial, la primera versión y la última).

### En inglés

#### Artículos
- Vanguard 1 Chronology en astronautix.com
- Vanguard´s legacy Archivado el 9 de octubre de 2008 en Wayback Machine.
- «The Legacy of Vanguard» Archivado el 23 de septiembre de 2008 en Wayback Machine.
- NRL Press release: Vanguard I Celebrates 50 Years in Space
- Vanguard 1 Marks 45 Years in Space

#### Documentos técnicos de la NASA
- NASA: Radio Beacon
- NASA: Satellite Drag Atmospheric Density
- NASA: Data Collection from Vanguard 1 Archivado el 2 de diciembre de 2011 en Wayback Machine.
- NASA Report, The Vanguard Satellite Launching Vehicle: An Engineering Summary
- NASA Report, Vanguard I Satellite Structure and Separation Mechanism
- NASA Report, Project Vanguard Magnetic-Field Instrumentation and Measurements
- NASA Report, Vanguard Satellite Separation Mechanisms
- NASA Report, Balancing Vanguard Satellites

### Material multimedia

#### Video
- Video del lanzamiento del Vanguard 1 Archivado el 9 de junio de 2011 en Wayback Machine. (20,3 MB)

#### Audio
- Poco después de la puesta en órbita (el satélite giraba rápidamente):

Formato WAV Archivado el 26 de febrero de 2007 en Wayback Machine. (115 K) / Formato Real Audio Archivado el 13 de febrero de 2007 en Wayback Machine. (11 K)
- Un año después de la puesta en órbita (los giros se redujeron significativamente):

Formato WAV Archivado el 26 de febrero de 2007 en Wayback Machine. (115 K) / Formato Real Audio Archivado el 13 de febrero de 2007 en Wayback Machine. (11 K)
- Esta obra contiene una traducción  derivada de «Vanguard 1» de Wikipedia en inglés, publicada por sus editores bajo la Licencia de documentación libre de GNU y la Licencia Creative Commons Atribución-CompartirIgual 4.0 Internacional.

- Datos: Q676802
- Multimedia: Vanguard I / Q676802